# 羅道琮
罗道琮（?—?），唐朝蒲州虞乡（今山西省永济市东）人。
祖父罗顺，武德初年，担任兴州刺史。他勤于学业，慷慨尚节义。唐太宗贞观末年，因为上书忤旨，被流放岭表。有一起流放的死在荆襄之间，临终哭着对罗道琮说：“人生有死，所恨埋在异乡。”罗道琮说：“我如果生还，一定不独自回去！”埋在路左向岭南而去。一年后，遇赦北还，至埋葬的地方，降雨积水，找不到棺柩。经过认真找寻，最终找到其尸，铭志可验证，于是负之还乡。罗道琮之后以明经登第。唐高宗末年，官至太学博士。与太学助教康国安、道士李荣等人讲论，为人时所称，成为当时名儒。不久去世。

## 延伸阅读
[在维基数据编辑]
 《舊唐書·卷189上》，出自刘昫《舊唐書》